# روان‌درمانی التقاطی
روان‌درمانی التقاطی (به انگلیسی Eclectic Psychotherapy) گونه ای از روان‌درمانی است که در آن بالینگر از بیش از یک رویکرد درمانی و راهبردها و تکنیک آنها استفاده می‌کند. استفاده از رویکردهای متفاوت بر پایهٔ اثربخشی اثبات شدهٔ آنها در زمینه مشکل بیمار خواهد بود نه صرفاً دیدمان و نظریهٔ پشت هر درمان. منظور از التقاطی (Eclect) یا التقاطی گرایی (Eclecticism) وارد کردن عناصر، راهبردها، فنون و … از رویکردهای مختلف در یک رواندرمانی بدون داشتن ملاحظات نظری و دیدمانی و محدود کردن دست درمانگر به چارچوب‌های نظری است.

## پیش زمینه
در تاریخ روانشاسی بالینی، بسیاری از رویکردهای درمانی به گونهٔ خوداتکا ساخته شدند. رواندرمانی التقاطی که از چندین رویکرد استفاده می‌کند سعی بر این دارد تا با استفاده از چندین رویکرد از رسیدن به دوراهی‌های انتخاب میان دو رویکرد اثربخش پیش‌گیری کند.
واژهٔ «التقاطی» در سال ۱۹۷۰ در نتیجهٔ کارهای پاول واچتل و همکاران، برای دیگر پژوهندگان برجسته شد. واچتل با معرفی رویکردهای التقاطی به عنوان رویکردهایی مجزا، از پیشبرد رویکردهای درمانی نوینی حمایت می‌کرد که می‌توانستند با تکیه بر نقاط قوت چندین رویکرد مشکلات بیماران را حل کنند و نقاط ضعف درمان‌های دیگر را پوشش دهند.
درمانگر ممکن است در یک گرایش دیدمانی به ویژه آموزش دیده باشد ولی می‌تواند با افزودن روش‌ها و راهکارهای دیگر به رویکرد اولیهٔ خود به سمت رویکردهای التقاطی دیگر حرکت کند. راه دیگر این است که یک درمانگر می‌تواند از همان آغاز به صورت التقاطی آموزش داده شود. روان‌درمانگران در حال آموزش معمولاً با روش‌ها و دیدمان‌های مختلفی آشنا می‌شوند.

## دسته‌بندی
همهٔ گونه‌های رواندرمانی که در زیر فهرست شده‌اند، شکل‌های گوناگونی از رواندرمانی التقاطی هستند یا التقاطی به عنوان روش بنیادین در آنها به کار بسته شده است. تصمیم به استفاده یا عدم استفاده از هر یک از این گونه‌ها می‌تواند بر اساس سلیقهٔ درمانگر، بیمار یا میزان اثربخشی آنها برای مشکل در دستور کار باشد.

### کوتاه
رواندرمانی التقاطی کوتاه (Brief Eclectic Psychotherapy) همان‌طور که از نامش بر می‌آید، رواندرمانی کوتاه مدتی است که از روش التقاطی در آن استفاده می‌شود. از رایج‌ترین درمان‌های این گونه استفاده از رفتاردرمانی شناختی و درمان روان‌پویشی است. این درمان‌ها معمولاً کوتاه هستند و اغلب تعداد نشست‌ها یا جلسات درمانی به شانزده جلسه یا کمتر محدود می‌شود.

### سامانمند
رواندرمانی التقاطی سامانمند (Systematic Eclectic Psychotherapy) که توسط لری بوتلر و همکاران در ۱۹۹۰ معرفی شد، نیز آروش التقاطی را به عنوان مبنای خود در نظر می‌گیرد. در این روش درمانگر گزینش راهکارها از دیگر رویکردها را بر اساس ۴ اصل کلیدی انجام می‌دهد: ویژگی‌های بیمار، بافتار درمان، وردا‌های رابطه ای، راهبرها و فن‌هایی که «به‌طور بیشینه بر روی مشکل مربوطه متمرکز می‌شوند، سطح انگیزهٔ مراجع را پایش می‌کنند، موانع راه رسیدن به حل مسئلهٔ موفق را از سر راه ب می‌دارند، به اهداف درمانی دست می‌یابند، از دستاوردهای درمانی نگهداری می‌کنند و احتمال بازگشت را کاهش می‌دهند». برخلاف رواندرمانی التقاطی کوتاه، جلسات درمانی به تعداد خاصی محدود نمی‌شوند و درمانگر راهبردها را باتوجه به ارزیابی شا از ۴ اصل بالا گزینش و به درمان وارد می‌کند.

### روا نِوِشتی
تمرکز رواندرمانی التقاطی روا نوشتی (Prescriptive Eclectic Psychotherapy) که توسط ریچارد دایمون و همکاران در ۱۹۸۷ معرفی شد، بر پایه شخصی‌سازی و برازنده سازی درمان برای هر بیمار به خصوص است. در این روش هدف اندرآمیزی و ترکیب راهبرها از دیگر رویکرد و در عین حال حفظ یک چازچوب کلی از رویکرد پایهٔ درمانگر است. این نوع درمان به درمانگر اجازهٔ وام‌گیری فند‌ها و راهکارها را می‌دهد اما به شرط داشتن شواهد تجربی تأیید کننده خود. در این روش روان‌درمانگر نه تنها باید گونهٔ رواندرمانی را برگزیند بلکه باید گونهٔ رابطهٔ درمانی با بیمار را نیز برگزیند.

### تکنیک
التقاطی گرایی تکنیکی (Technical Eclecticism) تنها بر استفاده از تکنیک متعدد تمرکز دارد و زمینهٔ نظری تکنیک‌ها را نایده می‌گیرد. در این نوع از درمان التقاطی، درمانگر از گردآیه و مجموعه ای از تکنیک‌ها استفاده می‌کند که بر اساس آنچه انتظار می‌رود به بیمار کمک کنند انتخاب می‌شوند. دیدمان و نظریه‌ها به عنوان یک کارند مهم در این رویکرد در نظر گرفته نمی‌شوند و تنها تکنیکهای استفاده شده اهمیت دارند. بسته به تکنیکهای انتخاب شده توسط درمانگر، روش‌ها درمانی می‌توانند از ترادادها مکاتب درمانی مشابه یا حتی کاملاً متضاد هم انتخاب شوند. یکی از مشهورترین درمان‌هایی که از این نوع روش التقاطی استفاده می‌کند، درمان چندمدلی است که توسط آرنولد لازاروس در سال ۱۹۶۰ ایجاد و توسعه یافت.

## مقایسه بارواندرمانی یکپارچه‌نگر
هرچند گاهی به غلط اصطلاحات یکپارچه‌نگر و التقاطی به جای هم به کار برده می‌شوند، اما این دو برابر نهادهٔ هم نیستند. برای مقایسهٔ این دو باید بدانیم که هرچند هردو رویکرد از چندین نظریه استفاده می‌کنند، اما در نگرش یکپارچه‌نگر تأکید بیشتری بر دیدمان‌ها و ترادادهایی است که با هم آمیخته می‌شوند ولی در این روش تأکید اصلی بر نتیجه گرایی است و اهمیت زیادی به دیدمان‌ها قائل نیست. یک رواندرمانی التقاطی از هر راهبری و رویکردی که مفید واقع شود صرف نظر از منشائ نظری آن استفاده می‌کند، حال آنکه یک رواندرمانی یکپارچه‌نگر، از رویکردهای نظری دیگر در جهت بهتر تر و تکمیل کردن رویکرد فعلی خود استفاده می‌کند و طبیعتاً رویکردهای دیگر نباید با رویکرد اولیه دچار تناقض و تضاد باشند.